# Mitzi Gaynor
Mitzi Gaynor (Chicago, 4 de setembro de 1931 – 17 de outubro de 2024) foi uma atriz, cantora e dançarina norte-americana. Gaynor recebeu o prêmio NATAS Emmy Award for Outstanding Entertainment Program/Special em 2010 por sua participação no documentário musical Mitzi Gaynor: Razzle Dazzle! The Special Years e outras homenagens pela sua carreira artística.

## Morte
Gaynor morreu em 17 de outubro de 2024, aos 93 anos.

## Lista de especiais de televisão
- The Kraft Music Hall: The Mitzi Gaynor Christmas Show (1967) (NBC)
- Mitzi (1968) (NBC)
- Mitzi's 2nd Special (1969) (NBC)
- Mitzi...The First Time (1973) (CBS)
- Mitzi...A Tribute to the American Housewife (1974) (CBS)
- Mitzi...and a Hundred Guys (1975) (CBS)
- Mitzi...Roarin' In the 20's (1976) (CBS)
- Mitzi...Zings Into Spring (1977) (CBS)
- Mitzi...What's Hot, What's Not (1978) (CBS)
- Mitzi Gaynor: Razzle Dazzle! The Special Years (2008) (PBS)

## Filmografia
| Ano  | Título                                            | Personagm                        |
| ---- | ------------------------------------------------- | -------------------------------- |
| 1950 | My Blue Heaven                                    | Gloria Adams                     |
| 1951 | Take Care of My Little Girl                       | Adelaide Swanson                 |
| 1951 | Golden Girl                                       | Lotta Crabtree                   |
| 1952 | We're Not Married!                                | Patricia 'Patsy' Reynolds Fisher |
| 1952 | Bloodhounds of Broadway                           | Emily Ann Stackerlee             |
| 1953 | The I Don't Care Girl                             | Eva Tanguay                      |
| 1953 | Down Among the Sheltering Palms                   | Rozouila                         |
| 1954 | Three Young Texans                                | Rusty Blair                      |
| 1954 | There's No Business Like Show Business            | Katy Donahue                     |
| 1956 | Anything Goes                                     | Patsy Blair                      |
| 1956 | The Birds and the Bees                            | Jean Harris                      |
| 1957 | The Joker Is Wild                                 | Martha Stewart                   |
| 1957 | Les Girls                                         | Joanne 'Joy' Henderson           |
| 1958 | South Pacific                                     | Ensign Nellie Forbush, USN       |
| 1959 | Happy Anniversary                                 | Alice Walters nee Gans           |
| 1960 | Surprise Package                                  | Gabby Rogers                     |
| 1963 | For Love or Money                                 | Kate Brasher                     |
| 2021 | Rita Moreno: Just a Girl Who Decided to Go for It | Ela mesma                        |